# جون باتلر سميث
جون باتلر سميث (بالإنجليزية: John Butler Smith)‏ هو سياسي أمريكي، ولد في 12 أبريل 1838 في الولايات المتحدة، وتوفي في 10 أغسطس 1914 في نفس البلد. حزبياً، نشط في الحزب الجمهوري. وقد انتخب حاكم نيو هامبشاير ‏.